# Urbanek Crag
Der Urbanek Crag (englisch; polnisch Urbankowa Turnia) ist ein steil aufragender Felsvorsprung des Mount Pilots auf King George Island im Archipel der Südlichen Shetlandinseln. Er befindet sich zwischen dem Polar Committee Icefall und dem Ladies Icefall am Ufer des Ezcurra-Fjords.
Polnische Wissenschaftler benannten ihn 1980 nach dem Paläontologen Adam Urbanek (1928–2014), vormalig Präsident des polarwissenschaftlichen Komitees der Akademie der Wissenschaften in Warschau.